# 1502 Arenda
(1502) Arenda (voorlopige aanduiding 1938 WB) is een planetoïde uit de hoofdgordel. Het hemellichaam werd op 17 november 1938 ontdekt door de Duitse astronoom Karl Wilhelm Reinmuth in de sterrenwacht van Heidelberg. Door een aantal andere waarnemingen zijn ook de aanduidingen 1926 CD en 1963 KD aan deze planetoïde toegewezen. Arenda heeft catalogusnummer 1502 gekregen en is vernoemd naar de Belgische sterrenkundige Sylvain Arend.